# Messein
Messein is een gemeente in het Franse departement Meurthe-et-Moselle (regio Grand Est). De plaats maakt deel uit van het arrondissement Nancy. Messein telde op 1 januari 2022 1.994 inwoners.

## Geografie
De oppervlakte van Messein bedroeg op 1 januari 2022 5,14 vierkante kilometer; de bevolkingsdichtheid was toen 387,9 inwoners per km².

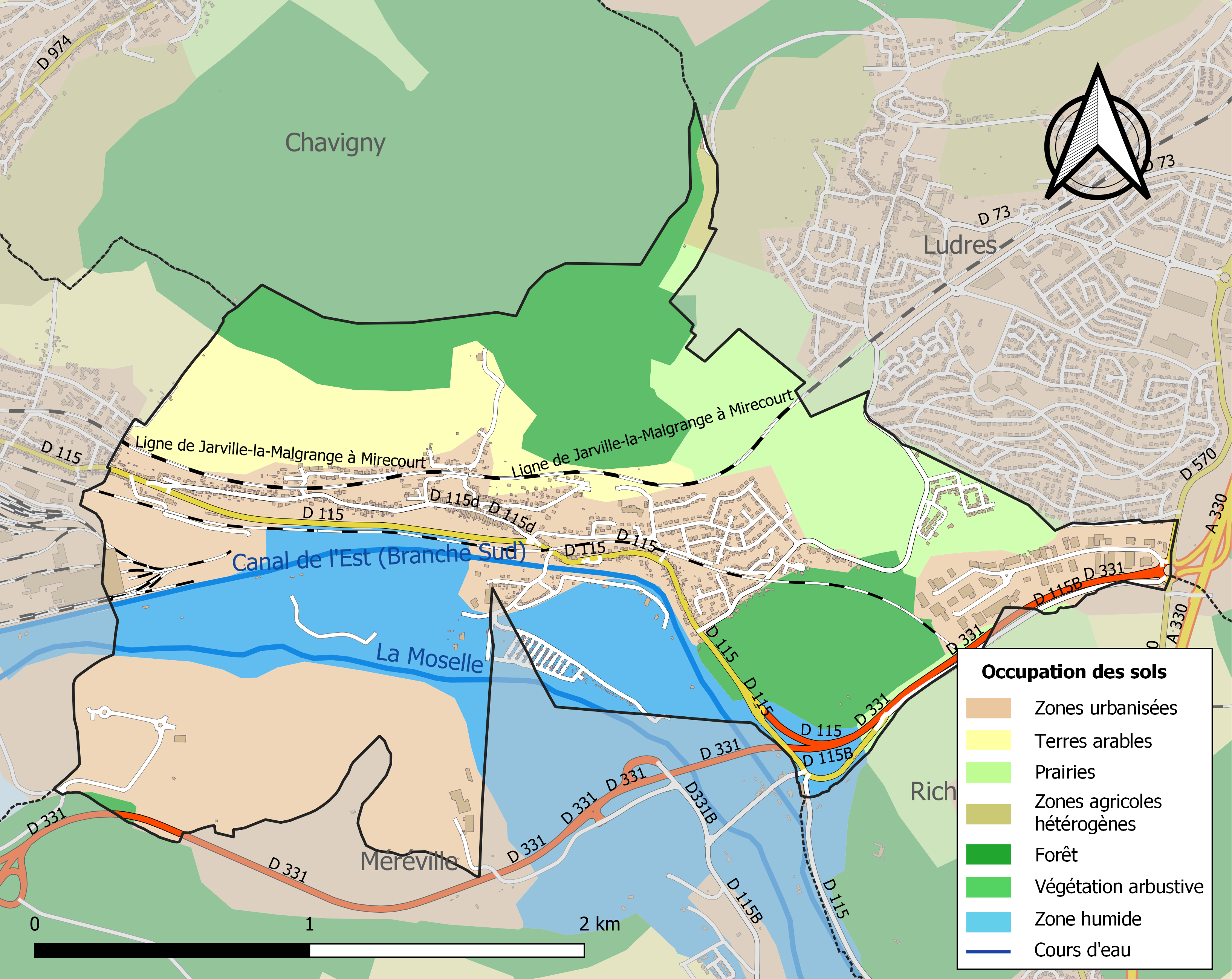
Kaart van de gemeente met de belangrijkste infrastructuur, bodemgebruik en omliggende gemeenten

## Demografie
Onderstaande figuur toont het verloop van het inwonertal (bron: INSEE-tellingen).